# XI edició dels Premis Sur
La XI edició dels Premis Sur, lliurats per l'Academia de las Artes y Ciencias Cinematográficas de la Argentina a les millors produccions cinematogràfiques argentines estrenades entre l'1 d'octubre de 2015 i el 30 de setembre de 2016, va tenir lloc 28 de març del 2017 al Centro Cultural Kirchner, presentada per Karina Mazzocco i transmesa per televisió oberta.
Les produccions més nominades foren La luz incidente amb 13, seguida per Gilda, no me arrepiento de este amor amb 12, El ciudadano ilustre amb 9 i Al final del túnel amb 8.

## Premis i nominacions múltiples
| Pel·lícula                           | Nominacions | Premis |
| ------------------------------------ | ----------- | ------ |
| La luz incidente                     | 13          | 6      |
| Gilda, no me arrepiento de este amor | 12          | 5      |
| El ciudadano ilustre                 | 9           | 3      |
| Al final del túnel                   | 8           | 0      |
| Camino a La Paz                      | 4           | 0      |
| Cómo funcionan casi todas las cosas  | 4           | 3      |
| La larga noche de Francisco Sanctis  | 3           | 1      |
| Sangre en la boca                    | 3           | 0      |
| Kóblic                               | 2           | 0      |
| Eva no duerme                        | 2           | 0      |

## Nominats
Indica el guanyador dins de cada categoria.
| Millor Pel·lícula | Millor Direcció |
| --- | --- |
| - El ciudadano ilustre - Gilda, no me arrepiento de este amor - La larga noche de Francisco Sanctis - La luz incidente                                                                 | - Lorena Muñoz — Gilda, no me arrepiento de este amor - Mariano Cohn i Gastón Duprat — El ciudadano ilustre - Francisco Márquez i Andrea Testa — La larga noche de Francisco Sanctis - Ariel Rotter — La luz incidente |
| Millor Ópera Prima | Millor Pel·lícula Documental |
| - 8 tiros — Bruno Hernández - Camino a La Paz — Francisco Varone - Cómo funcionan casi todas las cosas — Fernando Salem - Hijos nuestros — Juan Fernández Gebauer i Nicolás Suárez     | - Cuerpo de letra — Julián D'Angiolillo - El Francesito un documental (im)-posible sobre Enrique Pichón Riviére — Miguel Kohan - Monumento — Fernando Díaz - Salgán & Salgán — Caroline Neal |
| Millor Actriu | Millor Actor |
| - Marilú Marini — El eslabón podrido - Julieta Zylberberg — El rey del Once - Natalia Oreiro — Gilda, no me arrepiento de este amor - Érica Rivas — La luz incidente                   | - Leonardo Sbaraglia — Al final del túnel - Rodrigo de la Serna — Camino a La Paz - Oscar Martínez — El ciudadano ilustre - Marcelo Subiotto — La luz incidente |
| Millor Actriu de repartiment | Millor Actor de repartiment |
| - Laura Faienza — Al final del túnel - Pilar Gamboa — Cómo funcionan casi todas las cosas - Andrea Frigerio — El ciudadano ilustre - Susana Pampin — La luz incidente                  | - Joaquín Furriel — 100 años de perdón - Dady Brieva — El ciudadano ilustre - Javier Drolas — Gilda, no me arrepiento de este amor - Roly Serrano — Gilda, no me arrepiento de este amor |
| Millor Actriu Revelació | Millor Actor Revelació |
| - Uma Salduende — Al final del túnel - Verónica Geréz — Cómo funcionan casi todas las cosas - Maruja Bustamante — Permitidos - Eva de Dominici — Sangre en la Boca                     | - Ernesto Suárez — Camino a La Paz - Diego Cremonessi — Kryptonita - Marcelo Subiotto — La luz incidente - Sebastián Wainraich — Una Noche de Amor |
| Millor Guió Original | Millor Guió Adaptat |
| - Francisco Varone — Camino a La Paz - Esteban Garelli y Fernando Salem — Cómo funcionan casi todas las cosas - Andrés Duprat — El ciudadano ilustre - Ariel Rotter — La luz incidente | - Álvaro Arostegui y Nicolás Capelli — El encuentro de Guayaquil (basat en l’obra de teatre homònima de Pacho O'Donnell) - Camilo de Cabo y Nicanor Loreti — Kryptonita (basat en la novel·la homònima de Leonardo Oyola) - Francisco Márquez y Andrea Testa — La larga noche de Francisco Sanctis (basat en la novel·la homònima d’Humberto Constantini) - Hernán Belón y Marcelo Pitrola — Sangre en la boca (basado en el cuento homónimo de Milagros Socorro) |
| Millor Fotografia | Millor Muntatge |
| - Félix Monti — Al final del túnel - Iván Gierasinchuk — Eva no duerme - Daniel Ortega — Gilda, no me arrepiento de este amor - Guillermo Nieto — La luz incidente                     | - Leire alonso, Manuel Bauer, Irene Blecua — Al final del túnel - Alejandro Brodersohn y Ernesto Felder — Gilda, no me arrepiento de este amor - Pablo Blanco y Alejandro Carrillo Penovi — Kóblic - Eliane Katz — La luz incidente |
| Millor Direcció d'Art | Millor Disseny de Vestuari |
| - Mariela Rípodas — Al final del túnel - María Eugenia Sueiro — El ciudadano ilustre - Daniel Gimelberg — Gilda, no me arrepiento de este amor - Aili Chen — La luz incidente          | - Laura Donari — El ciudadano ilustre - Valentina Bari — Eva no duerme - Julio Suárez — Gilda, no me arrepiento de este amor - Mónica Toschi — La luz incidente |
| Millor So | Millor Música Original |
| - Adrián de Michele — El ciudadano ilustre - Leandro de Loredo — Gilda, no me arrepiento de este amor - Jorge Stavropulos — Inseparables - José Luis Díaz — Sangre en la boca          | - Lucio Godoy y Federico Jusid — Al final del túnel - Pedro Oneto — Gilda, no me arrepiento de este amor - Federico Jusid — Kóblic - Mariano Loiácono — La luz incidente |
| Millor Maquillatge i Caracterització | |
| - Dolores Giménez — Al final del túnel - Ana María Jauregui — El abrazo de la serpiente - Alberto Moccia — Gilda, no me arrepiento de este amor - Emanuel Miño — La luz incidente      | |